# Kassita (Burkina Faso)
Pour les articles homonymes, voir Kassita.
Kassita est une commune rurale située dans le département de Loropéni de la province du Poni dans la région Sud-Ouest au Burkina Faso.

## Géographie
Kassita se trouve à environ 5 km à l'ouest du centre de Loropéni, le chef-lieu du département. Le village est traversé par la route nationale 11 dans sa partie nord.

## Santé et éducation
Le centre de soins le plus proche de Kassita est le centre de santé et de promotion sociale (CSPS) de Loropéni tandis que le centre médical se trouve à Kampti et que le centre hospitalier régional (CHR) de la province se trouve à Gaoua.